# Sepp Orgler

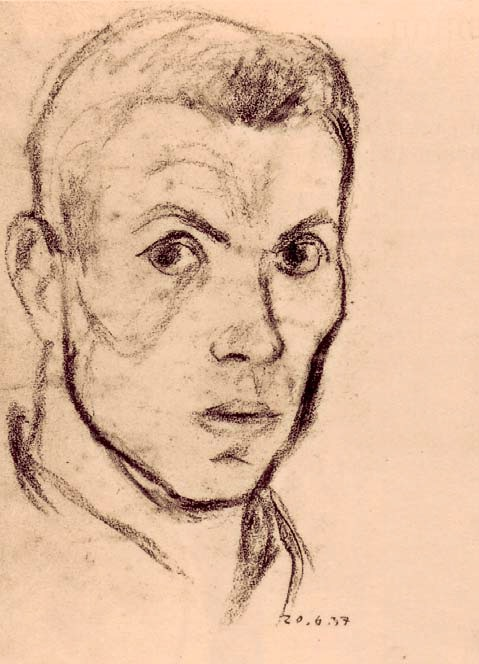
Selbstporträt, 1937

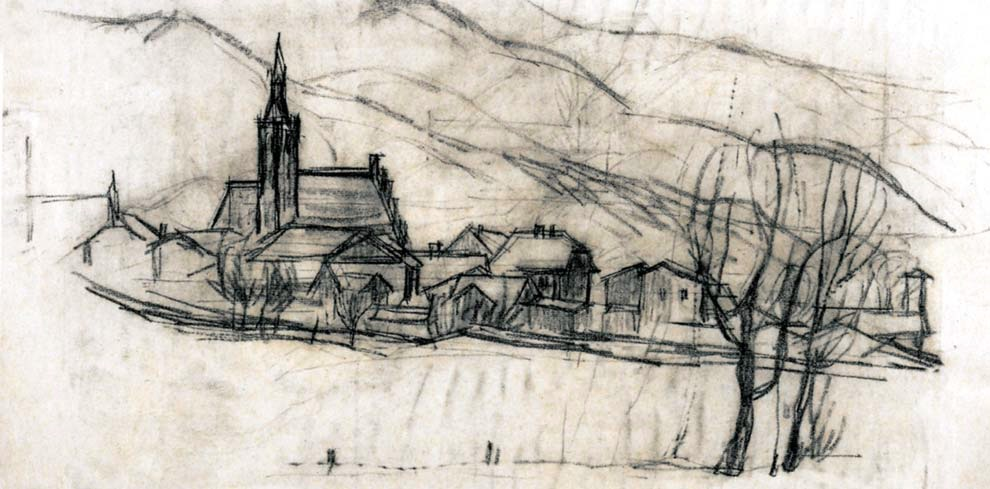
Schwazer Ansicht, schwarze Kreide, um 1938

Sepp Orgler (* 18. Dezember 1911 als Josef Orgler in Bruckhäusl, Gemeinde Wörgl; † 2. März 1943 bei Orjol) war ein österreichischer Maler und Bildhauer.

## Leben und Werk
Josef „Sepp“ Orgler war das jüngste von fünf Kindern des aus Oberbayern stammenden Zementwarenerzeugers Sebastian Orgler und seiner Frau Maria, geb. Bendleder. Nach Absolvierung der Volks- und Bürgerschule besuchte er von 1926 bis 1929 die Fachschule für Holzbildhauer an der Bundeslehranstalt in Innsbruck. Anschließend arbeitete er zwei Jahre in der Werkstatt für sakrale Kunst des Bildhauers Franz Kobald in Schwaz, bevor er in Ateliergemeinschaft mit Maria Kreidl als freier Bildhauer und Maler in Schwaz tätig war. Dabei entstanden vor allem Krippen, Kleinplastiken, Porträts und Landschaften.
Von 1935 bis 1939 studierte Orgler an der Akademie der bildenden Künste in Wien in der von Herbert Boeckl geleiteten Malereiklasse. Zu seinen Studienkollegen zählten u. a. Walter Eckert, Peter Fellin, Franz Lettner und Helmut Rehm. 1937 erhielt er den Akademischen Studienpreis. Ab 1937 wandte er sich, durch Boeckl ermuntert, fast ausschließlich der Handzeichnung zu, schuf aber vereinzelt auch Skulpturen und Gemälde.
Im April 1940 wurde er zum Kriegsdienst einberufen und kam zunächst nach Salzburg, dann nach Polen, Osnabrück und nach Frankreich an die Marne. Nach Intervention Boeckls konnte er 1940/41 für die Dauer eines Semesters an die Akademie in Wien zurückkehren. Danach wurde er in Hamburg-Duvenstedt zur Gefangenenbewachung eingesetzt. Dabei hatte er die Möglichkeit zu künstlerischer Arbeit. Nach einem letzten Heimaturlaub in Schwaz 1942 wurde er an die Ostfront in der Sowjetunion geschickt, wo er 31-jährig am 2. März 1943 bei Bukan, unweit Orjol, fiel. Er wurde auf dem Soldatenfriedhof bei Ljudinowo beigesetzt.
Den einer freien künstlerischen Entfaltung entgegenstehenden Zeitumständen zum Trotz hinterließ Orgler ein eindrückliches, wenn auch schmales und in seinem existentiellen Ernst stark dem Lehrmeister Herbert Boeckl verpflichtetes Œuvre, in dessen Mittelpunkt Landschaften und einfühlsame Menschendarstellungen stehen.
Orglers Schwester Franziska (verh. Schleifer-Kirschl) war die Mutter des Malers und Kunstschriftstellers Wilfried Kirschl (1930–2010).